# Roman Sikorski
Roman Sikorski (* 11. Juli 1920 in Mszczonów, Polen; † 12. September 1983 in Warschau, Polen) war ein polnischer Mathematiker.

## Leben
Roman Sikorski studierte ab 1937 an der Universität Warschau. Nach Studien in Zürich von 1946 bis 1947 wurde er 1948 bei Andrzej  Mostowski promoviert.
Seit 1949 forschte Roman Sikorski an der Polnischen Akademie der Wissenschaften (PAN). 1952 wurde er zum außerordentlichen Professor der Universität Warschau ernannt, 1955 zum ordentlichen Professor. Im Jahr 1962 wurde er Mitglied der Polnischen Akademie der Wissenschaften und war dort von 1965 bis 1977 Direktor des Instituts für Mathematik.
Roman Sikorski befasste sich mit Analysis, mathematischer Logik, Algebra und Topologie. Das Lemma von Rasiowa-Sikorski ist mit seinem Namen verbunden.